# Gattendorf (Horní Franky)
Gattendorf je obec v německé spolkové zemi Bavorsko, v zemském okrese Hof. Leží dvanáct kilometrů východně od Hofu na spolkové silnici 93. Žije zde přibližně 1 100 obyvatel.

## Geografie

### Místní části
Obec je oficiálně rozdělena na třináct částí.
| - Döberlitz - Gumpertsreuth - Hintereggeten - Kirchgattendorf - Neuenreuth - Neugattendorf - Oberhartmannsreuth | - Oberhöll - Quellitzhof - Quellitzmühle - Schloßgattendorf - Unterhöll - Vordereggeten |

## Historie
První doložená zmínka o obci pochází z roku 1234. Později majitelé obce sídlili na místním zámku.

## Památky
- protestantský farní kostel Gattendorf
- ruiny zámku Gattendorf

Po okružní stezce Krumme Weg si lze prohlédnout okolí obce.